# Léon Caurla
Léon Caurla (ur. 4 września 1926 w Étain, zm. 2 marca 2002 tamże) – urodzony jako Léa Caurla, francuski lekkoatleta, sprinter, dwukrotny medalista mistrzostw Europy z 1946. W latach 50. XX wieku przeszedł operację korekty płci.
Jako Léa Caurla zdobył dwa medale na mistrzostwach Europy w 1946 w Oslo: srebrny w sztafecie 4 × 100 metrów (w składzie: Claire Brésolles, Monique Drilhon, Liliane Miannay i Caurla) oraz brązowy w biegu na 200 metrów, szybsze były jedynie Jewgienija Sieczenową ze Związku Radzieckiego i Winifred Jordan z Wielkiej Brytanii.
Także jako Jako Léa zdobył tytuł Mistrzyni Francji w biegu na 100 metrów w 1947, w biegu na 200 metrów w 1946 i 1947, w biegu na 800 metrów w 1945 i w pięcioboju w 1947, drugie miejsce w pięcioboju w 1948 oraz brązowy medal w pchnięciu kulą w 1947. Dwukrotnie poprawiał rekord Francji w sztafecie 4 × 100 metrów doprowadzając go do czasu 48,5 s (3 września 1946 w Oslo).
W latach 50. przeszła operację korekty płci i przybrała imię Léon. Podobną operację przeszedł występujący razem z nim sztafecie reprezentacji Francji Pierre Brésolles (wtedy znany jako Claire Brésolles).